# ディポヌゴロ
ディポヌゴロもしくはディポネゴロ（Diponegoro、1785年11月11日 - 1855年1月8日）は、オランダ領東インド支配下ジョグジャカルタの王子（パンゲラン）。王位継承問題からジャワ戦争を引き起こし、オランダへの抵抗運動の指導者となった。

## 生涯

### 王位継承問題

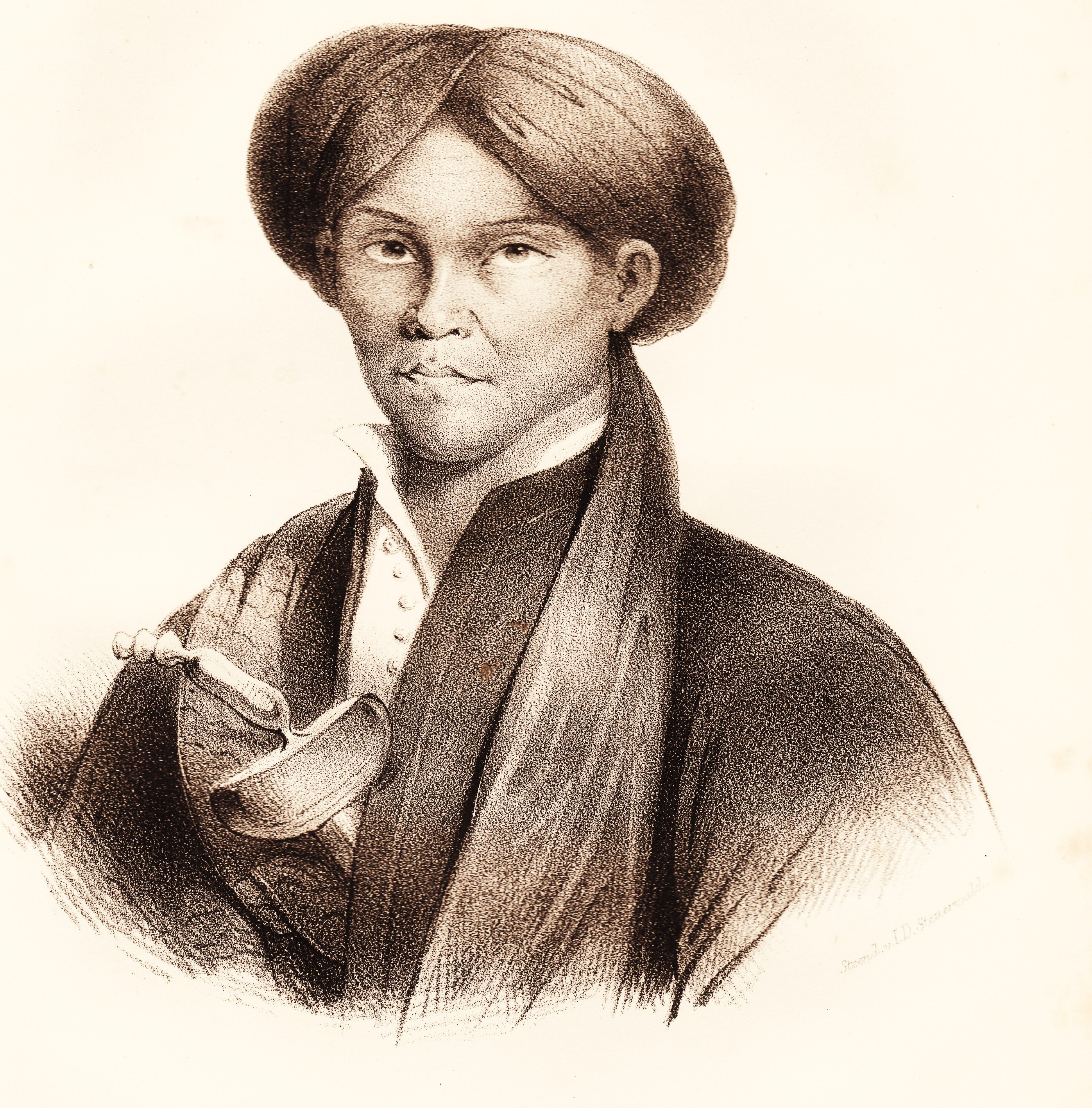
ディポヌゴロの肖像画

1785年にスルタン家のハメンクブウォノ3世の長男として生まれる。母マンクカラワティはパチタン出身の身分の低い愛妾だった。ディポヌゴロは政治に興味を持たず宮廷の腐敗振りを嫌悪し、イスラム学校に寄宿してイスラム教を学び、民衆や家臣から慕われていた。
1814年に父が崩御するが、弟のジャロットがイギリスのトーマス・ラッフルズの支持を得てハメンクブウォノ4世として即位し、ディポヌゴロは長男であるにもかかわらず王位を継承できなかった。
1821年にジャワ島一帯に飢饉と疫病が広がり、ハメンクブウォノ4世が崩御する。ディポヌゴロは弟の後を継げると考えていたが、イギリスからジャワ島を返還され植民地支配者に戻ったオランダは、ディポヌゴロの甥のハメンクブウォノ5世を王位に就けたため、再び即位は阻まれる。これらの政変と飢饉が重なった結果、ディポヌゴロは1825年にオランダへの反乱を決行する。

### ジャワ戦争
当時、ジャワの王族や貴族はヨーロッパ人や華僑に土地を貸し与え、その賃貸料で収入を得ていたが、オランダは直接統治を強めるため土地の賃貸を禁止した。さらにナポレオン戦争で疲弊した本国を立て直すため増税を図ったことから、王族・貴族・民衆から反感を買っていた。このため、ディポヌゴロの反乱軍は広範な支持を得た。
ディポヌゴロは叔父マンクブーミの助言に従いグア・セラロンの洞窟に拠点を定め、カーフィルに対するジハードを掲げた。また、スラカルタのイスラム指導者キヤイ・マジャもディポヌゴロに合流した。オランダ軍は歩兵・騎兵・砲兵でディポヌゴロ軍に対処したが、ゲリラ戦の夜襲を仕掛けられ多くの街を奪われ、ジョグジャカルタも占領された。さらに、梅雨の時期になるとマラリアや赤痢が蔓延したため、オランダ軍の士気は低下し、ディポヌゴロ軍に停戦を申し入れた。オランダ軍はディポヌゴロに5万ギルダーの懸賞金をかけて捕えようとすると同時に、停戦中に村落にスパイを放ち分断を図った。しかし、オランダへの反感は根強く、オランダに寝返る村落はなかった。
オランダ軍は1826年に東インド副総督に就任したヘンドリック・メルク・デ・コックの指揮下で態勢を立て直し、要塞の建設と兵力を増強することでディポヌゴロ軍に反撃した。兵站を押さえられたディポヌゴロ軍は劣勢に転じ、1829年にはキヤイ・マジャがオランダ軍に捕縛され、叔父マンクブーミと指揮官セントット・アリバシャも降伏した。
1830年2月20日、ディポヌゴロはオランダ軍と交渉に応じ、2月28日にマゲランでデ・コックと会見する。ディポヌゴロはスルタンの下での自由とジャワ全土におけるカリフの地位を求めるが拒否され、デ・コックは即時停戦を求めるが拒否している。ディポヌゴロはオランダ軍の待ち伏せに遭い捕縛され、ウンガランに連行される。デ・コックはジャワの貴族たちに対して、「ディポヌゴロが要求を減らさなければ、他の措置を講じるしかない」と事前に警告していた。

### 死去
連行されたディポヌゴロは、その後はスマランに移送され、軍船ポルックス号に乗せられ4月5日にバタヴィアに移送され、市庁舎に投獄された。東インド総督ヨハネス・ファン・デン・ボッシュは処分を保留したが、4月30日にディポヌゴロと反乱の指導者をマナドに追放することを決定した。ディポヌゴロは5月3日にマナドに移送され、1834年からはマカッサルのロッテルダム要塞に収監され、1855年に同地で死去した。

## 家族
ディポヌゴロは9人の妻と結婚し、12男10女をもうけた。息子たちの内数人は戦死し、生き残った4人の息子はアンボンに追放された。息子たちはハメンクブウォノ9世の時代に恩赦が与えられ、帰郷が許されている。娘たちの子孫はそれぞれジャワ島、スラウェシ島、マルク州、オーストラリア、サウジアラビア、セルビア、ドイツ、オランダで暮らしている。

## 顕彰

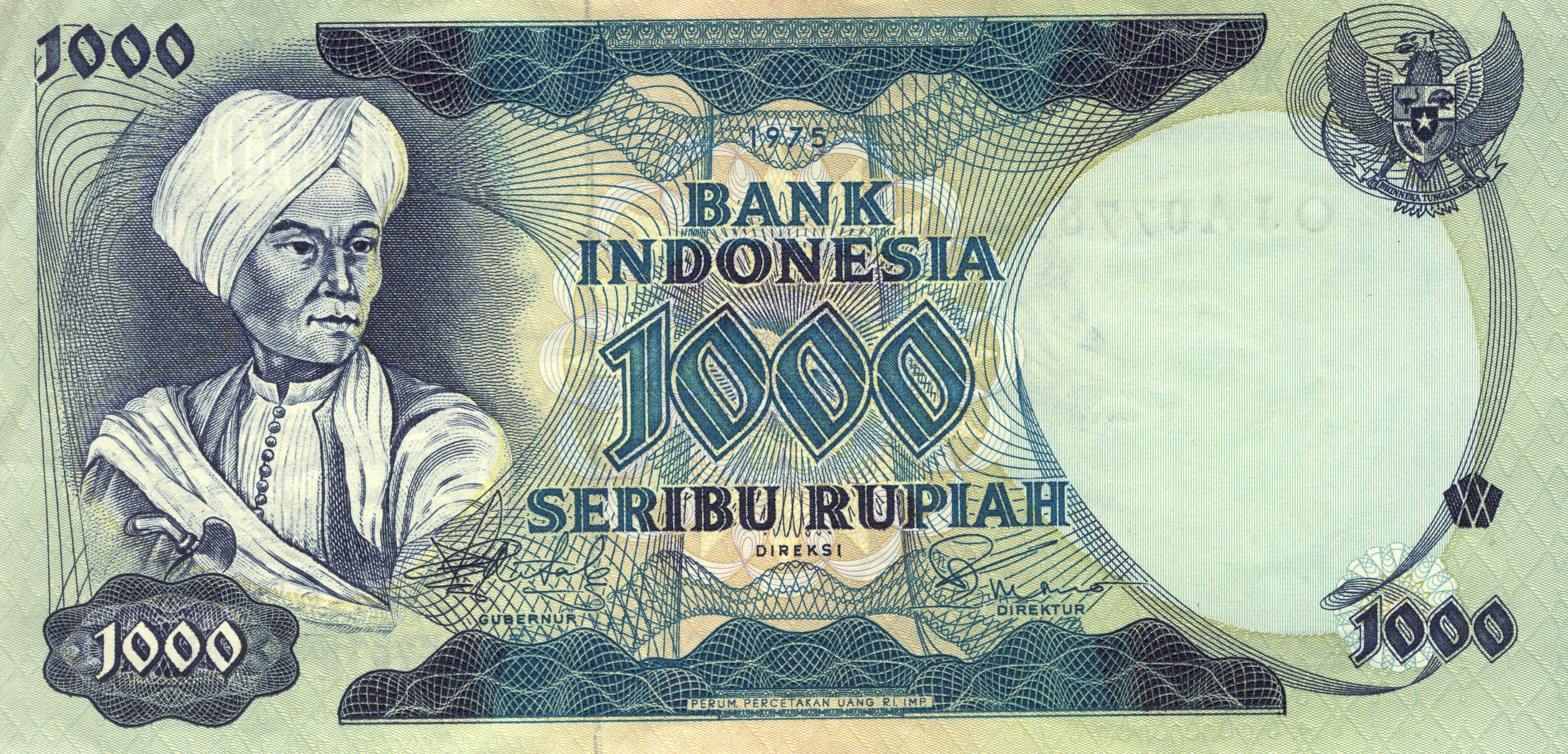
ディポヌゴロが描かれた1,000ルピー紙幣

ディポヌゴロはオランダ植民地支配の抵抗運動指導者として尊敬を集め、1973年11月6日にインドネシア国家英雄の称号を授与されている。また、彼の功績を称えるパンゲラン・ディポヌゴロ記念博物館がジョグジャカルタ市内にあり、海軍のシグマ型コルベットやディポヌゴロ・スタジアム、ディポヌゴロ大学など彼の名前を冠した建物や銅像も多く存在する。
2013年6月21日にはディポヌゴロの編年史が、UNESCOの世界の記憶に認定された。これは、ディポヌゴロがマナドに追放されていた1832年から1833年にかけて書かれた自伝的書物である。